# Floriana Bulfon
Floriana Bulfon (San Daniele del Friuli, 15 febbraio 1978) è una giornalista italiana.

## Biografia
Laureata in Filosofia e in Giurisprudenza, ha poi conseguito un MBA con diploma di merito.
Giornalista d’inchiesta, scrive per "L'Espresso", "La Repubblica”, è inviata per Rai 1 e collabora con il programma di Rai 3 I dieci comandamenti. Le sue inchieste sono state pubblicate anche all'estero da Stern e Swissinfo.
Bulfon si occupa principalmente di criminalità organizzata, con particolare attenzione alla città di Roma e a Mafia Capitale, prima in diversi articoli e poi in un libro nel 2014, Grande raccordo criminale. Nel 2019 pubblica Casamonica. La storia segreta, con prefazione del magistrato Giuseppe Pignatone, in cui racconta dell'ascesa del clan dei Casamonica.
Nel 2018 è stata anche tra gli autori de "Il Buio", una graphic novel su Stefano Cucchi.
Per le sue inchieste ha subito alcune gravi minacce, nel 2018 da parte del clan Casamonica e poi nel 2019. Dallo stesso anno vive sotto scorta.

## Opere
- Floriana Bulfon, Casamonica, la storia segreta. La violenta ascesa della famiglia criminale che ha invaso Roma, Rizzoli, 2019, ISBN 8817138924.
- Floriana Bulfon e Pietro Orsatti, Grande raccordo criminale, Reggio Emilia, Imprimatur, 2014, ISBN 9788868300913, OCLC 955995222. URL consultato il 9 maggio 2019 (archiviato il 9 maggio 2019).
- Emanuele Bissattini, Floriana Bulfon, Il buio. La lunga notte di Stefano Cucchi, Round Robin Editrice, 2018, ISBN 8894953092.
- Docufilm: Invisibili (2016)[12] e Vite sospese (2017)[13], promossi da Unicef.

## Riconoscimenti
- Premio Paolo Giuntella 2018[14]
- Premio del Consiglio Nazionale dell'Ordine dei giornalisti "Carlo Azeglio Ciampi-'Schiena dritta'", sezione carta stampata, 2017[15]
- Premio Luchetta 2016, Miglior reportage tv, con Cristina Mastrandrea
- Premio Giornalisti del Mediterraneo 2017[16]
- Premio Cigana 2016-2017 per il servizio d'inchiesta "Regeni, i misteri del Cairo" (RaiUno, "Petrolio")[17]
- Premio giornalistico Maurizio Rampino 2017[18]